# Jock McNab
John „Jock“ McNab (* 17. April 1894 in Cleland; † 2. Januar 1949 in Bootle) war ein schottischer Fußballspieler. Zumeist als rechter Außenläufer eingesetzt, war er zwischen 1919 und 1928 langjähriger Spieler des FC Liverpool. Dort gewann er in den Jahren 1922 und 1923 zwei englische Meisterschaften in Folge.

## Sportlicher Werdegang
Aufgrund des Ersten Weltkriegs begann McNabs Profifußballerkarriere verspätet als Mittzwanziger. Der Schotte, der aufgrund seiner Herkunft immer „Jock“ statt „John“ genannt wurde, wechselte im November 1919 von Bellshill Athletic über die englische Grenze zum Erstligisten FC Liverpool. Am Neujahrstag 1920 debütierte er für die „Reds“ beim torlosen Spiel gegen Manchester United und auch zwei Tage später war er gegen Sheffield United (2:3) in der Startelf vertreten. Es blieben aber seine einzigen zwei Auftritte in der Saison 1919/20 und auch in der anschließenden Spielzeit 1920/21 kam nur noch eine Berücksichtigung hinzu.
In der Saison 1921/22 begann zunächst John Bamber als Liverpools rechter Außenläufer, musste dann jedoch aufgrund einer Blinddarmentzündung passen und wurde von Francis Checkland vertreten. In der zehnten Ligapartie gegen Preston North End (4:0) erhielt dann McNab eine neue Bewährungschance. Er nutzte diese und verpasste auf dem Weg zur englischen Meisterschaft nur noch vier der restlichen Begegnungen. Als die Reds im folgenden Jahr den Titel verteidigten, hatte McNab seinen Stammplatz verteidigt und 39 der 42 Ligapartien absolviert. Er blieb in den anschließenden vier Jahren weiter eine feste Größe in der Abwehrformation des FC Liverpool. Kurz vor Ende der Saison 1922/23 bestritt er am 17. März 1923 gegen Wales sein erstes und einziges A-Länderspiel für schottische Nationalmannschaft. Eine längere Pause von zwei Monaten musste er in der Saison 1923/24 einlegen, nachdem er sich bei einem Unfall schwere Verletzungen im Gesicht zugezogen hatte – während einer Taxifahrt schlug sein Gesicht durch die Windschutzscheibe. McNab war groß gewachsen und galt als ein robuster Fußballspieler mit „Stehvermögen“ und hoher Einsatzbereitschaft mit gelegentlichem Hang zur Grenzüberschreitung. Tiefpunkt war hier sein Platzverweis am 14. Februar 1925 im Heimspiel gegen Newcastle United (1:1). Dabei hatte er einen gegnerischen Spiel getreten und auch sein Mitspieler Walter Wadsworth sowie Thomas Urwin auf der gegnerischen Seite waren handgreiflich geworden und hatten das Spielfeld vorzeitig verlassen müssen.
Nach Ablauf der Saison 1927/28 wechselte McNab nach insgesamt 222 Pflichtspielen für Liverpool nach London zu den Queens Park Rangers, die damals in der dritthöchsten englischen Spielklasse unterwegs waren. Dort absolvierte er noch einmal 54 Ligapartien bis 1930. Nach dem Ende seiner Fußballerkarriere betrieb er die Gaststätte Jawbone in Bootle. In diesem Ort verstarb er auch am 2. Januar 1949 im Alter von 54 Jahren.

## Titel/Auszeichnungen
- Englischer Fußballmeister (2): 1922, 1923